# 谷田真吾

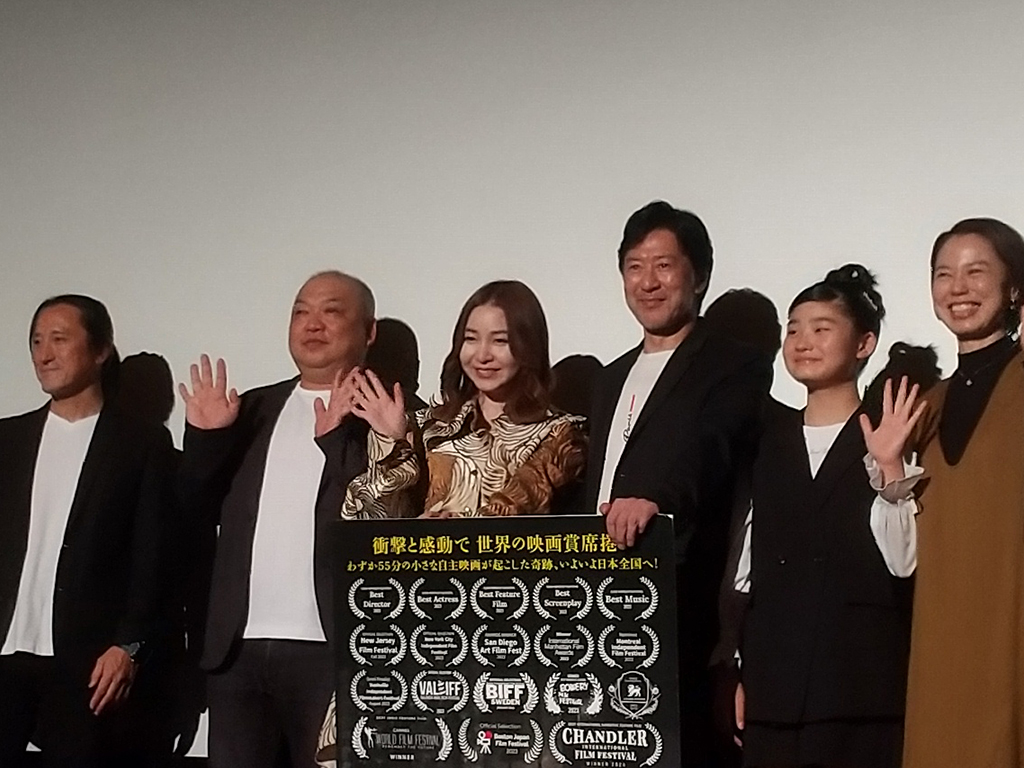
映画『最後の乗客』舞台挨拶の様子（2024年11月）。左から2番目が谷田。

谷田 真吾（やつだ しんご、1974年6月27日 - ）は、日本の男性俳優・声優。フェイスプランニング所属。千葉県出身。
身長170cm。体重70kg。血液型はAB型。

## 出演作品
太字は主役・メインキャラクター。

### テレビアニメ
- アイシールド21（熊袋記者）
- 銀色のオリンシス（ベン）

### テレビドラマ
- 暴れん坊将軍IV 第65話（真吉）
- アンジェラ 15歳の日々（リッキー・バスケス）
- かりん
- 信長 KING OF ZIPANGU（織田秀孝）
- ハートにS「パラレルラブ」
- 白線流し
- 毎度ゴメンなさぁい
- マジすか学園（警察官）
- 世にも奇妙な物語 秋の特別編
- 龍虎の理（2021年5月28日、日本映画専門チャンネル）

### 映画
- ぼくらの七日間戦争
- デイライト（カディーム）
- ロード・オブ・ザ・リングシリーズ（サムワイズ・ギャムジー）
  - ロード・オブ・ザ・リング/王の帰還
  - ロード・オブ・ザ・リング/二つの塔
- 最後の乗客 (2023年)

### 舞台
- GO,JET!シリーズ『GO,JET!GO!GO!Vol.1』（脚本:藤森一朗）
- GO,JET!シリーズ『GO,JET!GO!GO!Vol.2〜浮気なJETのパレットキャット〜』（脚本:藤森一朗）
- GO,JET!シリーズ『GO,JET!GO!GO!Vol.3〜Mr.Moooon Light〜』（2009年2月初演 脚本:藤森一朗）
- GO,JET!シリーズ『GO,JET!GO!GO!Vol.4〜Last Dance For Me Me Meee!〜』（2009年4月初演 脚本:藤森一朗）